# Octolobus grandis
Octolobus grandis är en malvaväxtart som beskrevs av Arthur Wallis Exell. Octolobus grandis ingår i släktet Octolobus och familjen malvaväxter. Inga underarter finns listade i Catalogue of Life.